# Ядерна бомба Mark 17
Ядерна бомба Mark 17 — найбільша і наймасивніша американська термоядерна бомба. Для експлуатації цієї бомби була придатна лише одна авіабаза, на якій були зосереджені спеціальні машини і пристосування для її підвіски і обслуговування, причому підняти в повітря Мк.17 міг лише один літак — Convair B-36. У 1950-х років було виготовлено п'ять бомб Мк.17, які недовго перебували на озброєнні, незабаром їх розібрали, і ядерні матеріали, що входили в «начинку», використовували у виробництві інших ядерних боєприпасів.

## Характеристики

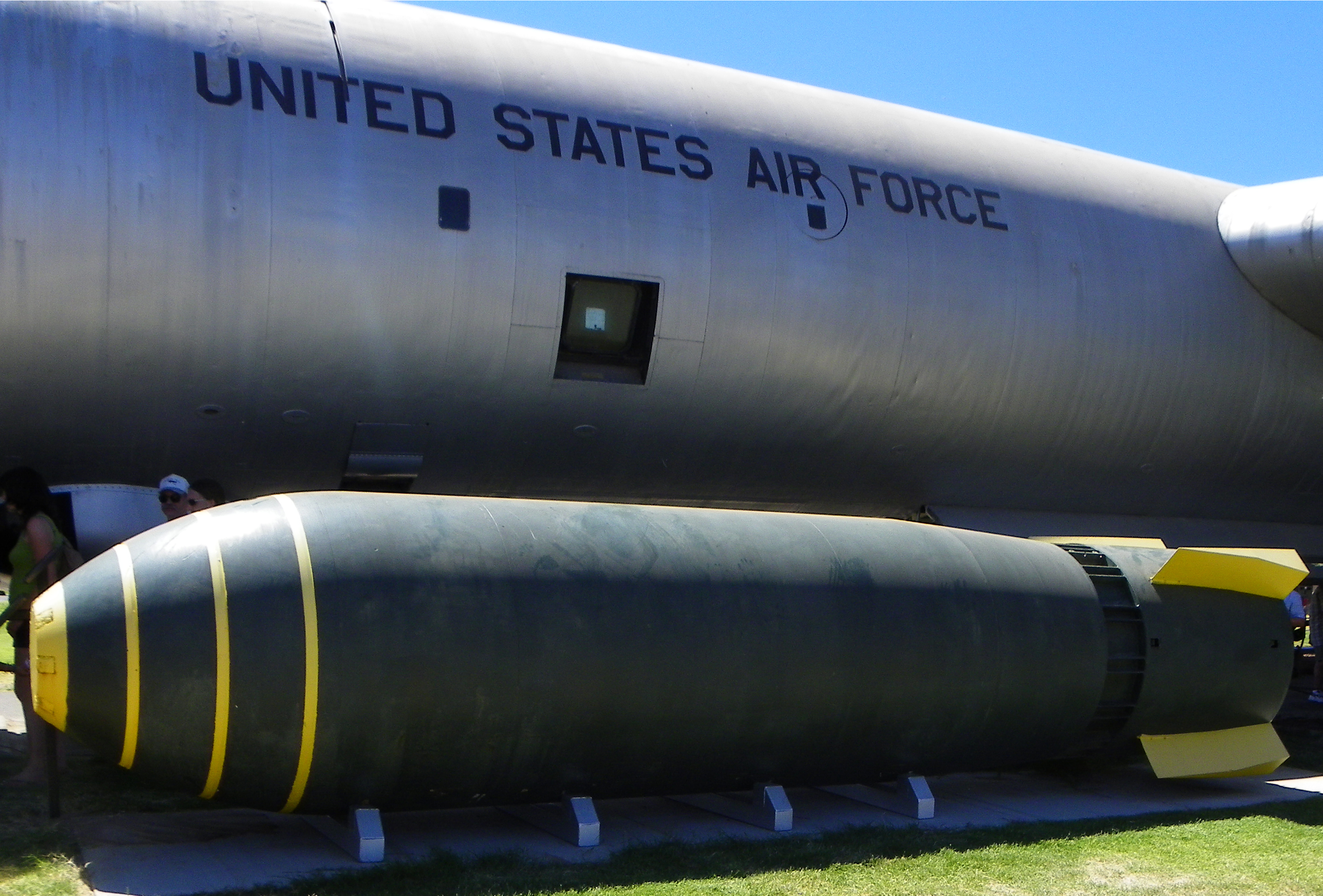
Mark 17 на виставці в Музеї авіації Кастл

- Довжина — 7536 мм
- Діаметр — 1560 мм
- Маса — 21 тонна
- Енергія вибуху — 10-15 мегатонн